# スターダストピクチャーズ
スターダストピクチャーズ（英称：STARDUST PICTURES）は、映画の企画・製作・出資・配給などを行う日本の映画制作配給会社。商号は株式会社SDPで登録されており、映画などでクレジットされる時も略称のSDPで表記される。
事業内容は幅広く、スターダストプロモーションやスターダスト音楽出版に所属する人材を起用した映画・書籍・映像作品・イベント・グッズなどの企画・制作を担当する、ライセンスエイジェンシーとなっている。また、両社への出演依頼・企画相談の窓口を担う。

## 概要
スターダストプロモーションのグループ会社であり、2005年2月に設立。代表取締役はスターダストプロモーション代表の細野義朗。略称のSDPは「スターダストプロモーション」の略だと勘違いされることがあるが、正式には「スターダストピクチャーズ」である。
2009年に『余命』で初の映画配給を行った。また、映画のみならず所属アーティストのライブDVDの制作発売、ノベライズ本・写真集の出版企画や刊行も行っている。
2015年1月には、ライブビューイングの配給レーベル「BOOSTAR★446」を立ち上げた。

## 主な映画作品
2004年
- 約三十の嘘
- 海猫
- 雨鱒の川
- いま、会いにゆきます
- 69 sixty nine
- 天国の本屋〜恋火
- 世界の中心で、愛をさけぶ
- 赤い月
- 着信アリ

2005年
- 疾走
- 春の雪
- この胸いっぱいの愛を
- 8月のクリスマス
- メゾン・ド・ヒミコ
- 星になった少年
- 電車男
- 恋は五・七・五!
- 着信アリ2
- パッチギ!

2006年
- 転がれたま子
- 北斗の拳
- 青いうた〜のど自慢 青春編〜
- 県庁の星
- 子ぎつねヘレン
- チェケラッチョ!!
- 嫌われ松子の一生
- タイヨウのうた
- 日本沈没
- 笑う大天使
- LOFT ロフト
- シュガー&スパイス 風味絶佳
- フラガール
- 天使の卵
- 虹の女神
- 手紙
- 7月24日通りのクリスマス

2007年
- 子宮の記憶 ここにあなたがいる
- どろろ
- Dear Friends
- 舞妓Haaaan!!!
- サイドカーに犬
- 包帯クラブ
- クローズド・ノート
- 自虐の詩
- カンナさん大成功です!

2008年
- チーム・バチスタの栄光
- 少林少女
- デトロイト・メタル・シティ
- 容疑者Xの献身

2009年
- RISE UP（ビデオプランニングとの共同配給）
- ROOKIES -卒業-
- 余命（配給）
- ジェネラル・ルージュの凱旋
- クローズZERO II

2010年
- 猿ロック THE MOVIE（ショウゲートとの共同配給）
- 瞬 またたき（配給）
- シロメ（配給）

2011年
- 歓待
- はやく起きた朝は…オンステージTHE MOVIE（配給）
- 七つまでは神のうち（配給・宣伝）
- マジック&ロス

2012年
- 外事警察 その男に騙されるな（東映との共同配給）
- 闇金ウシジマくん（配給）
- 臨場 劇場版
- おだやかな日常

2013年
- ストロベリーナイト
- 桜姫
- 映画 謎解きはディナーのあとで

2014年
- 闇金ウシジマくん Season2（東宝との共同配給）
- 悪夢ちゃん The 夢ovie
- さまよう小指

2016年
- 珍遊記 -太郎とゆかいな仲間たち-

2017年
- 南瓜とマヨネーズ

2018年
- あいあい傘
- 恋は雨上がりのように
- センセイ君主

2019年
- 喝 風太郎!!
- こはく
- ゴーストマスター

2020年
- 東京バタフライ
- 鬼ガール!!

2021年
- 地獄の花園
- 成れの果て
- HOKUSAI

2022年
- N号棟
- 左様なら今晩は
- 大事なことほど小声でささやく
- ももいろクローバーZ ～アイドルの向こう側～
- LOVE LIFE

2023年
- あつい胸さわぎ
- バトルキング！！-We'll rise again-
- 緑のざわめき
- レッドシューズ

## テレビドラマ
2013年
- ヴァンパイア・ヘヴン

2014年
- 甲殻不動戦記 ロボサン

2018年
- インベスターZ

2019年
- びしょ濡れ探偵 水野羽衣

2020年
- ゆるキャン△
- 捨ててよ、安達さん。

2021年
- ゆるキャン△2
- 猫

2022年
- ガンニバル
- 超特急、地球を救え。
- 闇金ウシジマくん外伝 闇金サイハラさん

2023年
- 君となら恋をしてみても
- 沼オトコと沼落ちオンナのmidnight call〜寝不足の原因は自分にある。〜
- ひともんちゃくなら喜んで!

2024年
- 痛ぶる恋の、ようなもの

2025年
- マイ・ワンナイト・ルール

## 刊行物
2018年
- 滝沢カレンダー ～働く人間は、まいにち美しい～（滝沢カレンの日めくりカレンダー）